# Ali al-Naqi
ʿAlī ibn Muhammad ibn ʿAlī (al-Naqī) (Arabisk: الإمام علي النقي) (født 828-829 – døde 868) var den tiende imām i den shiitiske tolver-gren.
ʿAlī al-Naqīs mor var formentligt en umm walad (konkubine der har født et barn til sin herre) fra Maghreb, kaldt Sumāna eller Sūsan. Han blev født i Medina og blev, som sin far, også imām i en meget tidlig alder. Han levede fredeligt i Medina, indtil al-Mutawakkil i tiltrådte som kalif i 847, som førte en anti-shiitisk politisk.
Hans bāb menes ifølge nogle shiiter at være Muhammad ibn ʿUthman al-ʿAmrī, mens andre mener, at det var Muhammad ibn Nusayr al-Namīrī.
Da kalif al-Mutawakkil i ca. 848 hørte, at imāmen var beskæftiget med nogle oprørske aktiviteter, sendte han en mand af sted til Medina, for at ledsage imamen til Sāmarrāʿ. I denne sammenhæng vides det, at ʿAlī al-Naqī vandt kaliffens respekt, og blev derfor skånet fra at blive forulempet, men blev dog holdt under overvågning. Imām ʿAlī al-Naqī var meget agtet for sin fromhed og beskedenhed. Han blev boende i Sāmarrāʿ indtil hans død i 868 og blev derefter begravet i sit eget hus. Ifølge shiitisk tradition, blev ʿAlī al-Naqī forgiftet af kaliffen.